# مطبخ البلاط الملكي الكوري
مطبخ البلاط الملكي الكوري ( Joseon Wangjo Gungjung yori ) هو أسلوب الطبخ في المطبخ الكوري الذي يتم تناوله تقليديًا في بلاط مملكة جوسون، التي حكمت كوريا من عام 1392 إلى عام 1910م. ويُقال أنه يجب تقديم اثني عشر طبقًا جنبًا إلى جنب مع الأرز والحساء، مع تقديم معظم الأطباق في أدوات برونزية.

## روابط خارجية
- معهد المطبخ الكوري الملكي
- باللغة الكورية معلومات عامة عن مطبخ البلاط الملكي الكوري من KOPIA
- باللغة الكورية معلومات عامة عن مطبخ البلاط الملكي الكوري من Jeonbuk Food Culture Plaza